# Красный Крым (крейсер)
«Красный Крым» — лёгкий крейсер ВМФ СССР. При закладке крейсеру было присвоено наименование «Светлана», в честь одноимённого крейсера, геройски погибшего 28 мая 1905 года в Цусимском сражении. Являлся головным кораблём в серии лёгких крейсеров Российского императорского флота. Принимал участие в боях в составе Черноморского Флота в годы Великой Отечественной войны, удостоен звания «гвардейский корабль».

## История создания и постройки

### История создания
Решение о постройке новой серии лёгких крейсеров для Российского флота было принято на основании программы усиленного судостроения на 1912—1916 годы, принятой на заседании Комиссии по государственной обороне в июне 1912 года. Деятельное участие в продвижении программы и её ассигнования предпринимали морской министр И. К. Григорович и выдающийся российский и советский кораблестроитель А. Н. Крылов, занимавший тогда должность главного инспектора кораблестроения и председателя Морского технического комитета.
Заказы на постройку серии из четырёх лёгких крейсеров для Балтийского флота были размещены на производственных мощностях «Русско-Балтийского судостроительного и механического акционерного общества» (лёгкие крейсера «Светлана» и «Адмирал Грейг») и Путиловской верфи (лёгкие крейсера «Адмирал Спиридов» и «Адмирал Бутаков»). Одним из главных требований Главного управления кораблестроения была полная унификация всех кораблей проекта, предназначенных для Балтийского флота. В результате внесения многочисленных изменений и исправлений в проекты Путиловской и Ревельской верфей удалось наконец добиться почти полной идентичности этих проектов.
25 ноября 1912 года Ревельским заводом «Русско-Балтийского судостроительного и механического акционерного общества» в Морское министерство был представлен проект легкого крейсера водоизмещением 6650 тонн и скоростью 29,5 узлов. Проект был рассмотрен и 18 декабря 1912 года утвержден морским министром. До конца 1912 года завод представил в Морское министерство схемы бронирования и расположения артиллерии, диаграмму углов обстрела, чертежи артиллерийских погребов, расчёты стоимости и сроки поставки брони Ижорским заводом, а также другие документы, необходимые для заключения контракта.
14 февраля 1913 года был подписан контракт между Морским министерством и Ревельским заводом. Контракт предусматривал строительство двух лёгких крейсеров для нужд Балтийского флота. От заказчика свою подпись на контракте поставил начальник отдела общих дел генерал-майор Н. М. Сергеев, а от исполнителя — член правления Русского общества для изготовления снарядов и боевых припасов инженер-технолог К. М. Соколовский.

### Ревельский период постройки корабля
24 ноября 1913 года в присутствии морского министра состоялась закладка лёгкого крейсера «Светлана», однако в связи с неподготовленностью верфи и задержками в поставках материалов фактическая сборка корабля на стапеле началась только с 1 апреля 1914 года.
Ещё больше постройку крейсера «Светлана» осложнило вступление России в Первую мировую войну. Сильным ударом по срокам постройки корабля стало прекращение поставок германской фирмой «Вулкан», по контракту с которой «Светлана» должна была оснащаться водотрубными котлами и паровыми турбинами. Руководство верфи было вынуждено перезаказывать оборудование, часть заказов на механизмы удалось разместить в Англии, часть — на и без того перегруженных русских заводах.
Несмотря на сложности военного времени, к началу 1915 года работы по постройке крейсера «Светлана» удалось интенсифицировать. По состоянию на октябрь 1915 года готовность крейсера «Светлана» по корпусу составляла 64 %, а по механизмам — 73 %.
К ноябрю 1916 года на «Светлану» были погружены котлы и турбины, начался их монтаж. Также были закончены испытания почти всех водо- и нефтенепроницаемых отсеков. Общая готовность крейсера «Светлана» на данный момент составляла: по корпусу — 81 %, по механизмам — 75 %. В основном отсутствовали трубопроводы и часть вспомогательных механизмов, которые с началом войны были перезаказаны другим заводам.
К осени 1917 года обстановка на Прибалтийском театре военных действий складывалась для Российской армии крайне неудачно. Взятие Риги и островов Моонзундского архипелага германскими войсками создало реальные предпосылки захвата Ревеля. В связи со сложившейся ситуацией Морским министерством было принято решение об эвакуации недостроенных кораблей и заводского оборудования из Ревеля.
К 13 ноября 1917 года на крейсер «Светлана» были погружены все готовые и полуготовые изделия и материалы, имеющиеся на тот момент на заводе и необходимые для достройки корабля. Кроме того было принято решение загрузить на крейсер оборудование мастерских (судостроительной, литейной, турбинной, модельной и других). Всего в соответствии с ведомостью загрузки «Светлана» приняла на борт около 640 тонн различного оборудования и материалов. Во второй половине ноября 1917 года крейсер «Светлана» был отбуксирован в Петроград для достройки на Адмиралтейском заводе.

### Достройка лёгкого крейсера«Светлана»(«Профинтерн»)
В первое время после Октябрьской революции на стоящем у достроечной стенки Адмиралтейского завода крейсере проводились работы. Усилиями руководства Русско-Балтийского судостроительного и механического акционерного общества приобреталось недостающее оборудование и осуществлялся его монтаж. Но в конце марта 1918 года в соответствии с постановлением Совета народных комиссаров РСФСР о демобилизации военной промышленности Морское министерство приняло решение о прекращении достройки крейсера «Светлана». В течение семи лет крейсер находился у стенки Адмиралтейского завода в законсервированном состоянии. В 1924 году корабль был передан на Балтийский завод для достройки.
В ноябре 1924 года на Балтийском заводе, входящем на тот момент в структуру Ленгоссудотреста, был начат комплекс работ по достройке лёгкого крейсера «Светлана». За время вынужденного длительного хранения законсервированные корпус, надстройки, оборудование и механизмы крейсера покрылись грязью и ржавчиной, часть материалов, оборудования и вооружения, погруженных на борт перед эвакуацией из Ревеля, в силу разных причин оказались утраченными. Одновременно с очисткой крейсера от грязи и ржавчины была начата разработка чертежей частичной модернизации корабля по заданиям, выданным Управлением ВМС РККА.
Учитывая дефицит денежных средств, выделяемых ВСНХ на достройку крейсера, СТО было принято решение достраивать корабль по первоначальному проекту с незначительной модернизацией. Модернизация в основном касалась замены четырёх 63-мм противоаэропланных пушек девятью 75-мм орудиями системы Меллера с углом возвышения 70°, а также установки дополнительно к двум подводным торпедным аппаратам ещё трёх трёхтрубных надводных торпедных аппаратов калибра 450 мм.
В результате того, что в процессе частичной модернизации было установлено дополнительное вооружение, несколько увеличена численность экипажа крейсера, а также масса некоторых запасов (минных, артиллерийских и шкиперских, питьевой воды и провизии), полное водоизмещение корабля увеличилось до 8170 тонн. С изменением водоизмещения изменились и другие основные проектные кораблестроительные характеристики крейсера (длина по ватерлинии, осадка и некоторые другие).
5 февраля 1925 года в соответствии с приказом по Морским силам РККА крейсер сменил название на «Профинтерн».
В октябре 1926 года фактически готовый крейсер «Профинтерн» перешёл в Кронштадт для проведения докования и окончания достроечных работ. 26 апреля 1927 года «Профинтерн» был предъявлен к сдаче. Несмотря на значительный перегруз, на приёмных испытаниях корабль развил скорость более 29 узлов при мощности турбин 59 200 лошадиных сил.
В соответствии с приказом от 1 июля 1928 года лёгкий крейсер «Профинтерн» был зачислен в состав Морских сил Балтийского моря и поднял военно-морской флаг СССР.

## Описание конструкции

### Корпус
Крейсер имел следующие главные размерения: длина наибольшая 158,4 метра (по ватерлинии — 154,8 метра), ширина с броней и обшивкой 15,35 метра (без обшивки и брони — 15,1 метра), осадка на ровном киле 5,58 метра. Высота надводного борта корабля составляла: в носу — 7,6 метра, на миделе — 3,4 метра и в корме — 3,7 метра.
Корпус крейсера был разделён на отсеки с помощью водо- и нефтенепроницаемых продольных и поперечных переборок. Также, для обеспечения непотопляемости корабля, было предусмотрено устройство второго дна на протяжении всего корпуса и третьего дна на отдельных его участках (в основном в районе котельных и машинных отделений), а также размещение энергетической установки в семи котельных и четырёх турбинных водонепроницаемых отсеках.

### Бронирование
Броневая защита крейсера образовывала два контура, основываясь на принципе неуязвимости от поражающих факторов (снарядов и осколков) артиллерии его главных противников — эскадренных миноносцев и лёгких крейсеров. Первый контур броневой защиты ограничивал пространство между бортами корабля и его палубами (верхней и нижней), а второй — между бортами и нижней палубой. Платформа, замыкавшая последний контур снизу, не бронировалась, так как располагалась ниже ватерлинии. Бортовая броня второго контура повышенной толщины защищала жизненно важные центры корабля — котельные и машинные отделения. Броневой 25-мм пояс первого контура, включённый в расчёт продольной прочности корпуса корабля и выполненный из листов нецементированной крупповской стали, имел высоту 2,25 метра и проходил по всей длине корабля, охватывая борт от верхней до нижней палубы. Главный броневой пояс толщиной 75 мм располагался ниже и простирался почти по всей длине корабля. Этот пояс состоял из цементированных плит крупповской стали высотой 2,1 метра. В районе 125-го шпангоута пояс заканчивался броневым траверзом толщиной 50 мм. Нижняя часть главного броневого пояса опускалась ниже ватерлинии на 1,2 метра и опиралась на бортовые кромки платформы, а верхняя часть замыкала контур настила нижней палубы. Настил нижней и верхней палуб имел толщину 20 мм. Кормовой подзор, начинавшийся от броневого траверза, защищался 25-мм броней.
Кожухи (защитные элементы) дымовых труб крейсера на протяжении от верхней до нижней палубы (первая труба — до палубы бака) защищалась 20-мм броней. Выше верхней палубы все элеваторы подачи боеприпасов к орудиям имели броневые кожухи из нецементированной крупповской стали толщиной 25 мм. Боевая рубка состояла из двух ярусов и имела вертикальные стены из 75-мм нецементированной крупповской брони, бронированные крышу и подшивку толщиной 50 мм. Также из 20-мм нецементированной стали было изготовлено основание боевой рубки от нижней части до верхней палубы. В качестве защиты многочисленных проводов и кабелей, идущих от приборов управления кораблем и артиллерийским огнём, а также телефонов, установленных в боевой рубке, была предусмотрена специальная труба из кованой пушечной стали с толщиной стенки 75 мм.
Значительным недостатком бронирования, по мнению кораблестроительного комитета морского министерства, было отсутствие броневой защиты дымоходов и котельных кожухов.

### Энергетическая установка

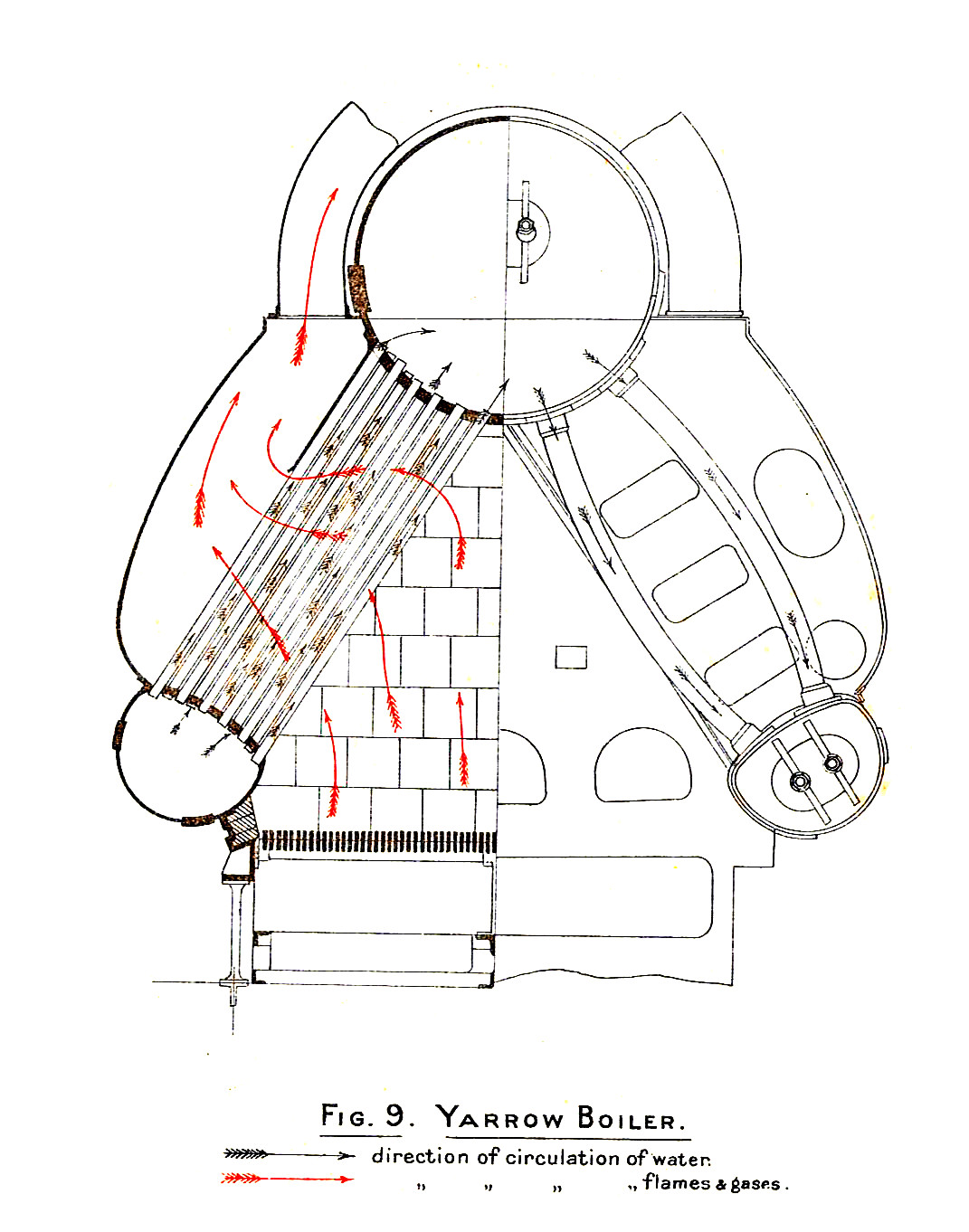
Корабельный водотрубный паровой котёл «Ярроу».

В качестве энергетической установки на крейсере в соответствии со спецификацией были установлены паровые турбины системы «Кёртис—АЭГ—Вулкан». Серийные турбины этого типа, выпускаемые заводом «Вулкан», имели проектную мощность переднего хода 10 700 лошадиных сил, а при форсированном ходе около 14 000 лошадиных сил. Расчётная частота вращения турбин составляла 650 об/мин, а начальное давление пара перед соплами — 14 кг/см²(СГС). Турбина заднего хода, размещённая в отдельном от турбины переднего хода корпусе, непосредственно примыкавшем к корпусу турбины переднего хода и скреплённом с его задним днищем, развивала мощность около 35 % мощности турбины переднего хода. Все четыре турбины, установленные на крейсере, были совершенно автономными, представляя собой отдельные агрегаты, действовавшие на свои гребные валы. Две носовые турбины работали на правый и левый внешние валы, а две кормовые турбины — на левый и правый внутренние валы. Такая компоновка турбин обеспечивала высокую живучесть корабля и энергетической установки, придавая кораблю хорошую маневренность, а также примерно одинаковую длину гребных валов. Согласно проекту турбинная установка крейсера при мощности на переднем ходу 50 000 лошадиных сил обеспечивала скорость 29,5 узлов. На заднем ходу мощность турбин составляла около 20 000 лошадиных сил.
В качестве источника пара для турбин на крейсере были установлены четыре универсальных и девять нефтяных котлов типа «Ярроу — Вулкан» с рабочим давлением пара 17,0 кг/см². Котлы устанавливались в семи котельных отделениях; в первом котельном отделении размещался один котел, а в остальных — по два. Общая масса энергетической установки составляла 1950 тонн. Нормальный запас топлива около 370—500 тонн нефти и 130 тонн угля обеспечивал крейсеру шестнадцатичасовой пробег при скорости 29,5 узлов (470 морских миль) и двадцатичетырёхчасовой пробег при скорости 24,0 узлов (576 морских миль).

### Электрооборудование
Силовое электрооборудование крейсера было представлено носовой электростанцией, которая размещалась на платформе в районе 25—31-го шпангоутов и была оборудована двумя дизель-генераторами (дизель-динамо) постоянного тока мощностью по 75 кВт каждый и распределительным щитом, который позволял осуществлять коммутацию с потребителями электроэнергии и управлять различными режимами работы генераторов. В кормовой части корабля размещалась кормовая электростанция, находившаяся на платформе в районе 103—108-го шпангоута, но была оборудована не дизель-генераторами, как носовая электростанция, а двумя турбогенераторами (турбодинамо) постоянного тока более высокой мощности — по 125 кВт каждый. Здесь же, в корме, размещался и главный распределительный щит кормовой электростанции, который выполнял те же функции, что и распределительный щит носовой электростанции. Питание турбин свежим паром осуществлялось от паропровода вспомогательных механизмов, в холодильник вспомогательных механизмов отводился и отработавший пар. Напряжение бортовой сети составляло 225 вольт.

### Вооружение (данные на ноябрь 1943 года)

#### Артиллерийское
Главный калибр состоял из пятнадцати 130-мм 55-калиберных орудий (Б-7) образца 1913 года. Угол вертикального наведения орудий составлял от −5° до +30°, горизонтального — 360°. Суммарный боезапас — 2625 выстрелов.
Зенитная артиллерия включала в себя:
- три спаренных 100-мм 47-калиберных орудия системы Минизини, итальянского производства. Одно орудие было установлено на баке, два — на корме побортно. Угол вертикального наведения орудий составлял от −5° до +78°, горизонтального — 360°. Суммарный боезапас — 1621 выстрел[16][17].Счетверённый 12,7-мм зенитный пулемёт «Виккерс».

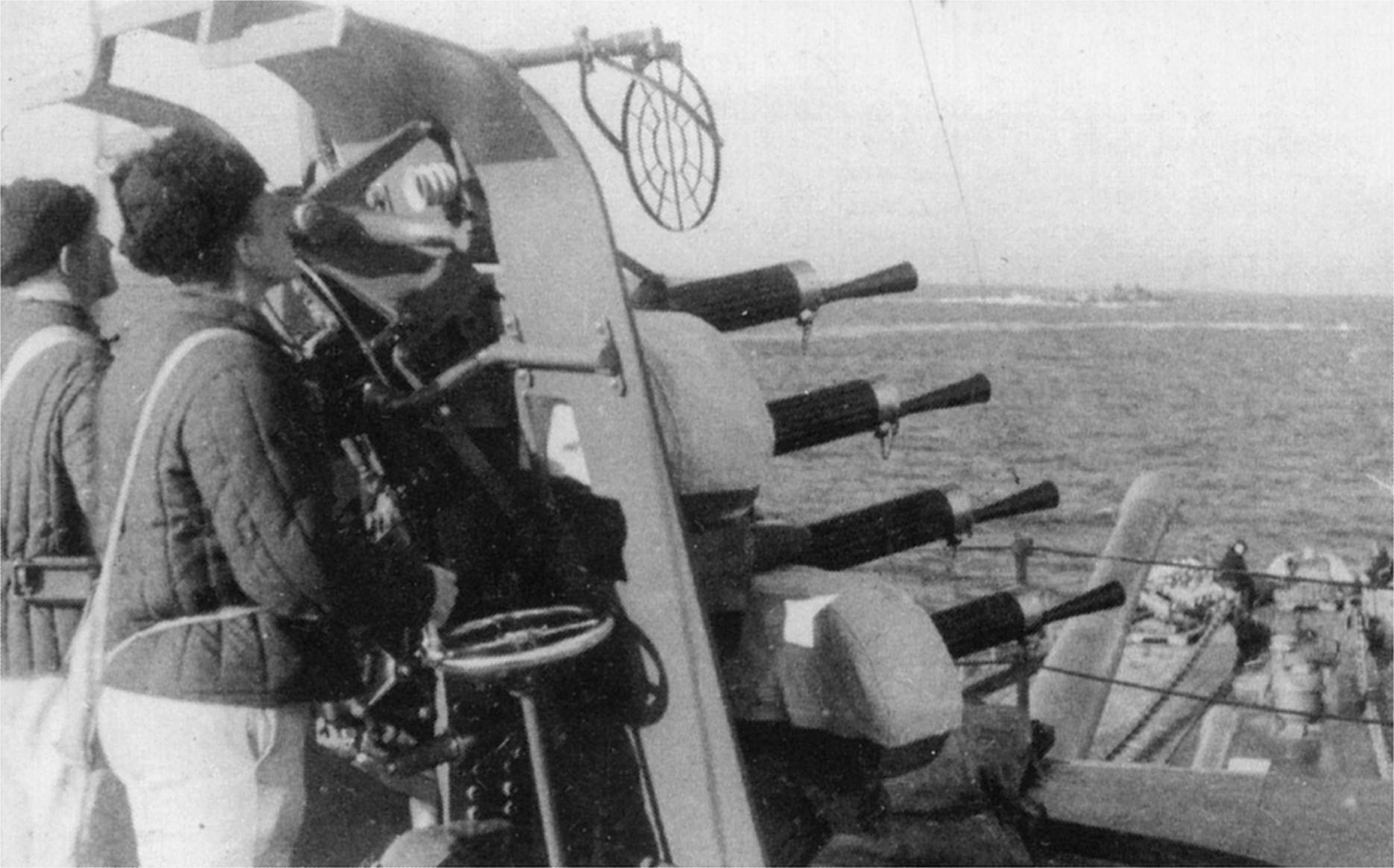
Счетверённый 12,7-мм зенитный пулемёт «Виккерс».

- четыре полуавтоматических 45-мм 46-калиберных зенитных орудия (21-К), установленные по два на борт в задней части полубака между первой и второй дымовыми трубами. Угол вертикального наведения орудий составлял от −10° до +85°, горизонтального — 360°. Суммарный боезапас — 3050 выстрелов[16][17].
- десять автоматических 37-мм 62,5-калиберных зенитных орудия (70-К). Угол вертикального наведения орудий составлял от −10° до +85°, горизонтального — 360°. Суммарный боезапас — 10 440 выстрелов[16].
- две счетверённых 12,7-мм зенитных пулемётных установки Виккерс, установленные побортно на кормовой надстройке. Суммарный боезапас — 24 000 патронов[16][17].
- четыре 12,7-мм зенитных пулемёта ДШК образца 1938 года. Суммарный боезапас — 11 930 патронов[16].

#### Минно-торпедное и противолодочное
Торпедное вооружение крейсера состояло из двух трёхтрубных 533-мм торпедных аппаратов 39-Ю первой серии. Боекомплект представлял собой шесть торпед типа 53-38, находившихся в аппаратах.
Противолодочное вооружение было представлено шестью совками для глубинных бомб типа М-1 и двумя тележками для глубинных бомб типа Б-1. Запас бомб составлял: десять глубинных бомб Б-1 и двадцать — М-1.
В качестве минного вооружения корабль мог принять на верхнюю палубу до 90 мин типа КБ-3 или до 100 морских мин образца 1926 года.

#### Химическое и противохимическое
Для постановки маскирующих дымовых завес крейсер был укомплектован дымоаппаратурой ДА-2Б со временем непрерывного действия до 30 минут и 30 морскими дымовыми шашками типа МДШ. Запас дымовых веществ в бочках составлял 860 килограммов.
Противохимическую защиту обеспечивали три фильтра ФПК-300, запас дегазирующих веществ на борту составлял: 2,5 тонны твёрдых химикатов и 300 килограммов жидких. Для защиты личного состава было предусмотрено 582 комплекта специальной защитной одежды.

### Навигационное оборудование и средства связи (данные на ноябрь 1943 года)
В навигационное оборудование корабля входили: пять 127-мм магнитных компасов, гирокомпас «Курс-II» марки X, эхолот МС-2 и механический лот Томсона, а также лаг типа ГО М-3.
Средства связи представляли: два приёмопередатчика «Рейд» и один марки РБ-38; Радиопередатчики «Шквал-М», «Бриз», «Ураган» и два передатчика «Бухта»; Радиоприёмники КУБ-4 (1 комплект), 45-ПК-1 (3 комплекта) и «Дозор» (3 комплекта).

### Экипаж
На ноябрь 1943 года экипаж лёгкого крейсера «Красный Крым» состоял из 48 офицеров, 148 старшин и 656 рядовых краснофлотцев — всего 852 человека.

## Модернизации крейсера
В 1929 году в результате проведённой малой модернизации крейсер «Профинтерн» был оборудован для приёма и транспортировки гидросамолёта. Спуск на воду и подъём летательного аппарата осуществлялись специально установленной кран-балкой, которая располагалась на шкафуте между второй и третьей трубами над площадкой для самолёта. Кроме этого, на корабле был демонтирован кормовой торпедный аппарат, расположенный на юте.

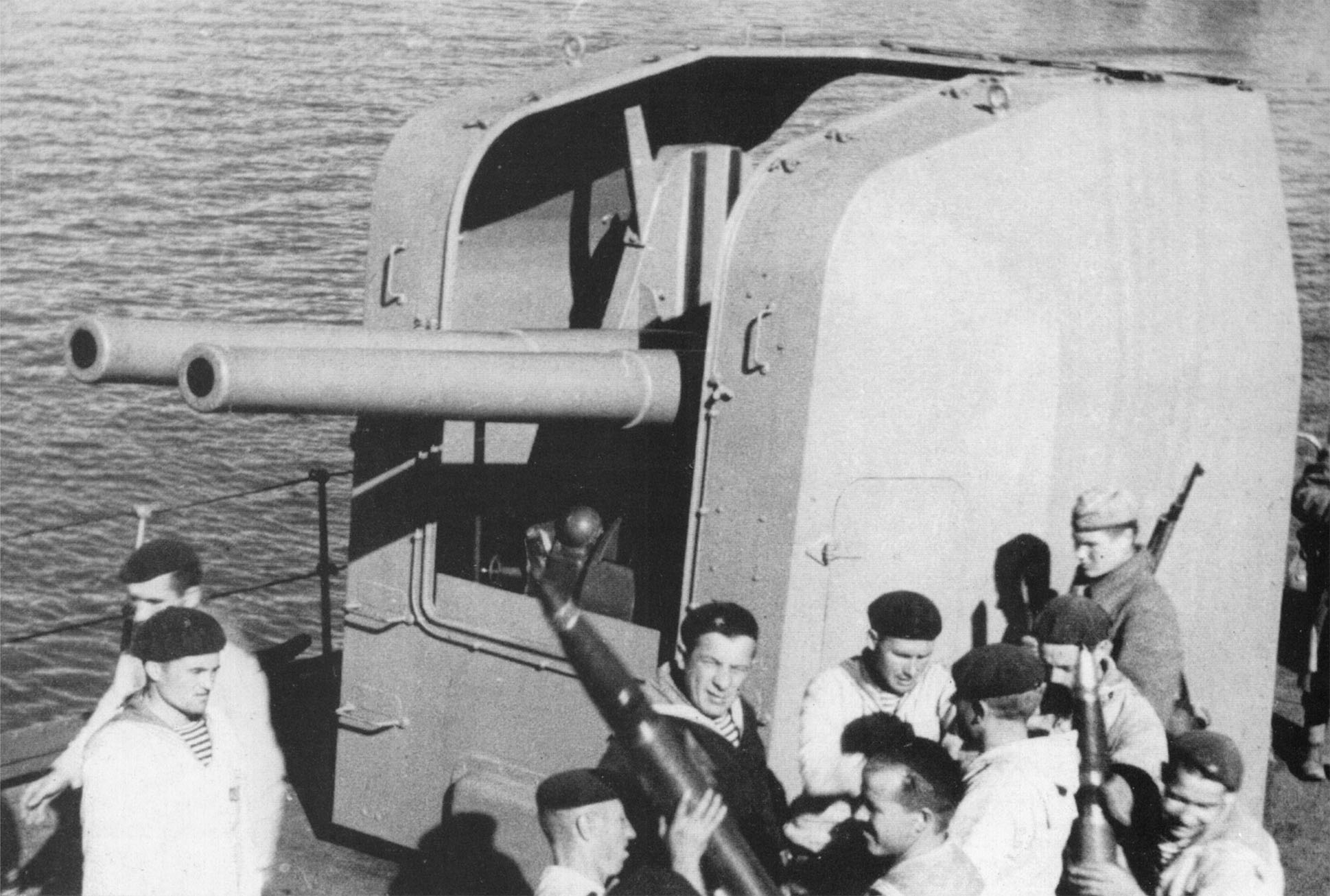
2x100/47-мм ЗАУ системы Минизини.

В 1930 году, вскоре после прибытия в Севастополь, крейсер «Профинтерн» был дооборудован ещё одной парой трёхтрубных 450-мм торпедных аппаратов, установленной на верхней палубе побортно на специальных спонсонах.
1935—1938 год — капитальный ремонт и модернизация. В результате проведённых работ наибольшим изменениям подверглось зенитное вооружение крейсера. В частности, на крейсере были установлены 100-мм зенитные орудия системы Минизини, взамен частично демонтированных 75-мм зениток образца 1928 года, зенитные полуавтоматические 45-мм пушки 21-К, зенитные пулемёты ДШК. Также было полностью модернизировано торпедное вооружение крейсера: вместо четырёх трёхтрубных 450-мм торпедных аппаратов были установлены два новейших трёхтрубных 533-мм аппарата и демонтированы подводные траверзные торпедные аппараты. Главные котлы энергетической установки были тоже модернизированы — все переведены на жидкое топливо.
Во время ремонта, проходившего летом 1941 года, корабль был оборудован размагничивающими обмотками системы ЛФТИ.
В конце 1941 года вместо кормовой пары пушек 21-К были установлены 12,7-мм зенитные пулемётные установки «Виккерс».
В 1942 году часть неудачно зарекомендовавших себя пушек 21-К была заменена новыми 37-мм зенитными автоматами 70-К.
Во время ремонта 1943—1944 года незначительной модернизации подверглось зенитного вооружения крейсера «Красный Крым». Были сняты оставшиеся 45-мм пушки 21-К и поставлены два 37-мм автомата 70-К.
Кроме всех вышеперечисленных фактов модернизации на корабле в процессе ремонтов и эксплуатации изменялись места расположения и количество боевых артиллерийских и минных постов, дальномеров, прожекторов, а также внешний вид и высота мачт.

## История службы

### Служба корабля в период с 1928 по 1941 год
В августе 1929 года впервые состоялся визит военных кораблей советского Балтийского флота в Германию. Два крейсера, «Профинтерн» и «Аврора», посетили порт Свинемюнде. 

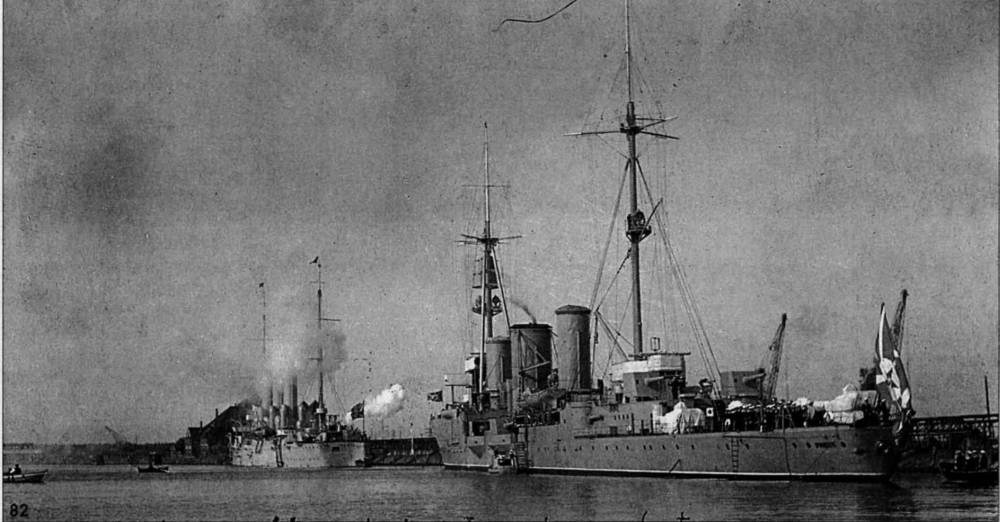
Крейсера «Профинтерн» и «Аврора» в Свинемюнде, 1929 год.

Эта акция, будучи тогда первой для военных кораблей СССР, выбиравшегося из тупика внешнеполитической изоляции и поэтому придававшего ей политическое значение, прошла успешно.
В конце 1929 года, для предоставления экипажам хорошей морской практики и продления периода обучения, командованием ВМФ было принято решение отправить отряд кораблей в длительное плавание в условиях зимних штормов. В дальний поход вышел Практический отряд Морских сил Балтийского моря в составе линкора «Парижская Коммуна» и крейсера «Профинтерн». Отряд должен был пройти от Кронштадта через Атлантический океан и Средиземное море до Неаполя и обратно. Командиром отряда был назначен командующий бригадой линейных кораблей Балтийского моря Л. М. Галлер.
Покинув 22 ноября 1929 года Большой Кронштадтский рейд, корабли отряда без происшествий прошли осеннюю Балтику и Датские проливы. В Северном море из-за ошибки в расчётах механиков, которые не учли разность солёности воды в Северном и Балтийском морях, на кораблях вскипели котлы. Устранив неисправности и приняв топливо в районе мыса Барфлер, отряд направился в Бискайский залив. Попав в жестокий 10—11 бальный шторм в Бискайском заливе, крейсер «Профинтерн» получил тяжёлые повреждения корпуса, в результате командиром отряда было принято решение идти на ремонт в ближайший порт Брест. Проведя в Бресте ремонтные работы на «Профинтерне» и пополнив запасы 4—7 декабря 1929 года, отряд кораблей вышел в море, где опять попал в жестокий 11-балльный шторм. Под ударами волн на линкоре «Парижская Коммуна» разрушилась носовая наделка и командир отряда принял решение вернуться в Брест. С 10 по 26 декабря корабли находились в Бресте из-за непрекращающегося шторма.
Выйдя из Бреста, обогнув мыс Сан-Винсент и пройдя Гибралтар, отряд кораблей взял курс на Сардинию. С 6 по 8 января 1930 года крейсер «Профинтерн» и линкор «Парижская Коммуна» находились с деловым визитом в Кальяри, а с 9 по 14 января в Неаполе, где корабли посетил А. М. Горький.
После выхода отряда из Неаполя, принимая во внимание повреждения кораблей, устранённые не в полной мере, и усталость экипажей, командование ВМФ приняло решение направить их в Севастополь для проведения основательного ремонта. 18 января 1930 года, пройдя за 57 суток 6269 морских миль, крейсер «Профинтерн» и линкор «Парижская Коммуна» бросили якоря на Севастопольском рейде. Завершившие дальний поход крейсер и линкор было решено не возвращать на Балтику, а с целью усиления включить в состав Морских сил Чёрного моря.
В ночь с 9 на 10 мая 1932 года в Феодосийском заливе, во время проведения манёвров из-за неграмотного управления кораблём со стороны командира крейсера «Красный Кавказ» и неоднократного выхода из строя рулевого привода крейсер ударился форшевнем в район бортового каземата крейсера «Профинтерн», заклинив орудие и смяв броневую защиту. ремонт «Профинтерна» занял 12 дней
В октябре 1933 года крейсер «Профинтерн» нанёс визит в Турцию.
С 1935 по 1938 год крейсер проходил капитальный ремонт и модернизацию на Севастопольском морском заводе имени С. Орджоникидзе.
31 октября 1939 года крейсер «Профинтерн» был переименован в «Красный Крым».

### Боевой путь во время Великой Отечественной войны
Накануне Великой Отечественной войны была проведена тактическая реорганизация Черноморского флота СССР. В результате реорганизации крупные надводные корабли были объединены в эскадру, базировавшуюся в Севастополе и включавшую в себя линкор «Парижская Коммуна», Отряд лёгких сил и бригаду крейсеров. Крейсер «Красный Крым» был включён в бригаду крейсеров. Вместе с «Красным Крымом» в бригаду вошли лёгкие крейсера «Красный Кавказ» и «Червона Украина», а также 1-й дивизион эсминцев типа «Новик» и 2-й дивизион эсминцев типа «Гневный».
22 июня 1941 года крейсер «Красный Крым» встретил на Севастопольском морском заводе имени С. Орджоникидзе, где находился в ремонте с мая. В связи с началом боевых действий ремонтные работы на крейсере были ускорены и ко второй половине августа корабль вошёл в строй.
После выхода из ремонта «Красный Крым» практически сразу приступил к выполнению возложенных на него боевых задач. 22 августа 1941 года отряд кораблей в составе крейсера «Красный Крым», эсминцев «Фрунзе» и «Дзержинский» прибыли на помощь осаждённой Одессе. Корабли доставили в Одессу пополнение, состоящее из 1-го отряда моряков-добровольцев в количестве 600 человек и 2-го отряда моряков-добровольцев в количестве 700 человек. После выгрузки войск отряд кораблей подверг артобстрелу наступающие части 15-й румынской пехотной дивизии в районах населённых пунктов посёлок им. Свердлова и Чабанка.
В середине сентября 1941 года командованием Одесского оборонительного района при участии старших офицеров Черноморского флота был разработан план нанесения контрудара в районе Одессы. В качестве одной из составляющих операции предполагалась высадка тактического десанта силами до одного полка в районе села Григорьевка, расположенного в 16-ти километрах от линии фронта. Перевозку и огневую поддержку десанта, состоящего из 3-го Черноморского полка морской пехоты, осуществлял отряд кораблей, состоящий из крейсеров «Красный Крым», «Красный Кавказ», эсминцев «Бойкий», «Безупречный» и «Беспощадный». 21 сентября 1941 года в 13 часов 30 минут крейсер «Красный Крым», имея на борту более тысячи десантников, в составе отряда десантных кораблей вышел из Севастополя в направлении Одессы. Ночью 23 сентября, одновременно осуществляя артиллерийский обстрел плацдарма, корабли произвели высадку десанта. В 4 часа ночи, закончив высадку, крейсера ушли в Севастополь. Силы десанта войск, осуществлявших контрудар, успешно выполнили боевую задачу. 23 сентября 1941 года всему личному составу, участвовавшему в операции, Военным советом Одесского оборонительного района была объявлена благодарность.
29 октября 1941 года крейсер «Красный Крым» под командованием капитана 2-го ранга А. И. Зубкова доставил в Севастополь 1-й батальон и управление 8-й бригады морской пехоты. 
Не выдержав ударов немецкой армии в районе Перекопско-Ишуньских позиций, советские войска в конце октября 1941 года вынуждены были отойти к Севастополю и на Керченский полуостров. 30 октября 1941 года передовые части 11-й германской армии генерал-полковника Манштейна вышли на ближние подступы к Севастополю. Учитывая опасность потопления крупных кораблей Черноморского флота, базировавшихся на Севастополь, командование флота приняло решение о перебазировании эскадры в Новороссийск и Поти. В ночь на 1 ноября 1941 года основной отряд кораблей ушёл из Севастополя. Для решения оперативных задач и артиллерийской поддержки войск первого и второго секторов обороны, расположенных на юге Севастопольского оборонительного района, были оставлены и рассредоточены по бухтам Севастополя крейсера «Красный Крым», «Червона Украина» и несколько эсминцев.
21 декабря 1941 года, во время второго наступления германских войск на Севастополь, крейсер «Красный Крым», в числе отряда кораблей эскадры, осуществил доставку в город важного, для оборонявшихся Советских воинских частей, пополнения — бойцов 79-й морской стрелковой бригады.
В ноябре—декабре 1941 года в боях за Севастополь крейсер «Красный Крым» провел 18 артиллерийских стрельб.
28—30 декабря «Красный Крым» принимал активное участие в Керченско-Феодосийской десантной операции. Он принял на борт в Новороссийске для высадки 2 000 бойцов, 2 миномёта, 35 тонн боеприпасов и 18 тонн продовольствия). Высадив при помощи баркасов погруженный на него десант на молы гавани в Феодосии, корабль осуществлял огневую поддержку высаживаемых войск. Всего за время проведения этой десантной операции крейсер «Красный Крым» подвергся одиннадцати атакам с воздуха, а в результате артиллерийского огня противника в корабль попало 8 снарядов и 3 мины. Были повреждены 3 орудия крейсера, в экипаже погибло 12 и получили ранения 26 моряков. 2 и 8 января крейсер вновь приходил в Феодосию, доставляя туда войска из Новороссийска. 
15-25 января 1942 года в составе отряда кораблей десанта крейсер «Красный Крым» производил перевозку и высадку войск, входивших в состав второго и третьего эшелонов Судакского десанта в Крыму.

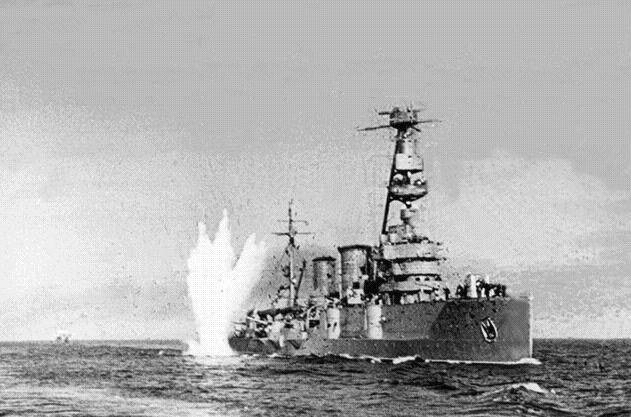
Крейсер «Красный Крым» в боевом походе

Во время шторма в гавани Туапсе в ночь с 21 на 22 января 1942 года с палубы крейсера было смыто волнами и погибли 4 моряка, но благодаря умелым действиям командира корабль избежал повреждений.
С января по июнь 1942 года крейсер «Красный Крым» доставлял в Севастополь воинские грузы и подкрепления, совершив вместе с другими кораблями Черноморского флота в общей сложности 98 рейсов. За этот же период времени крейсер вместе с другими кораблями Черноморского флота осуществлял огневую поддержку Севастопольского оборонительного района. Всего артиллерийские удары наносились в общей сложности в течение 64 дней, причём в некоторые дни огонь открывался по нескольку раз. В последний рейс в Севастополь крейсер пришёл в ночь с 3 на 4 июня 1942 года.
Приказом наркома ВМФ № 137 от 18 июня 1942 года:

За проявленную отвагу в боях за Отечество с немецкими захватчиками, за стойкость, мужество, дисциплину и организованность, за героизм личного состава экипаж крейсера «Красный Крым» удостаивается звания «гвардейский».
После разгрома в мае группировки Советских войск на Керченском полуострове и взятия в июле Вермахтом Севастополя основной акцент боевых действий на Чёрном море переместился в район Кавказского побережья СССР. Военное противостояние, происходившее летом 1942 года и зимой 1942—1943 года в районе Черноморского побережья Кавказа и бассейнов рек Дон и Кубань, получило название — Битва за Кавказ.
В начале августа 1942 года создалась угроза прорыва германских войск на Новороссийском направлении. В связи с этим корабли Черноморского флота начали эвакуацию Новороссийска. В течение месяца гвардейский крейсер «Красный Крым» и эсминец «Незаможник» за три рейса вывезли из Новороссийска в Поти и в Батуми более 10000 человек и свыше 1000 тонн грузов. Также крейсер доставил в Туапсе части 32-й стрелковой дивизии для усиления обороны города.
С конца августа по октябрь 1942 года крейсер находился на текущем ремонте в Поти.

Во второй половине октября 1942 года в составе отряда кораблей флота гвардейский крейсер «Красный Крым» участвовал в переброске 8-й и 9-й гвардейских стрелковых бригад из Поти в Туапсе. Переброска данных частей позволила остановить наступление войск вермахта в районе Туапсе и стабилизировать линию фронта.

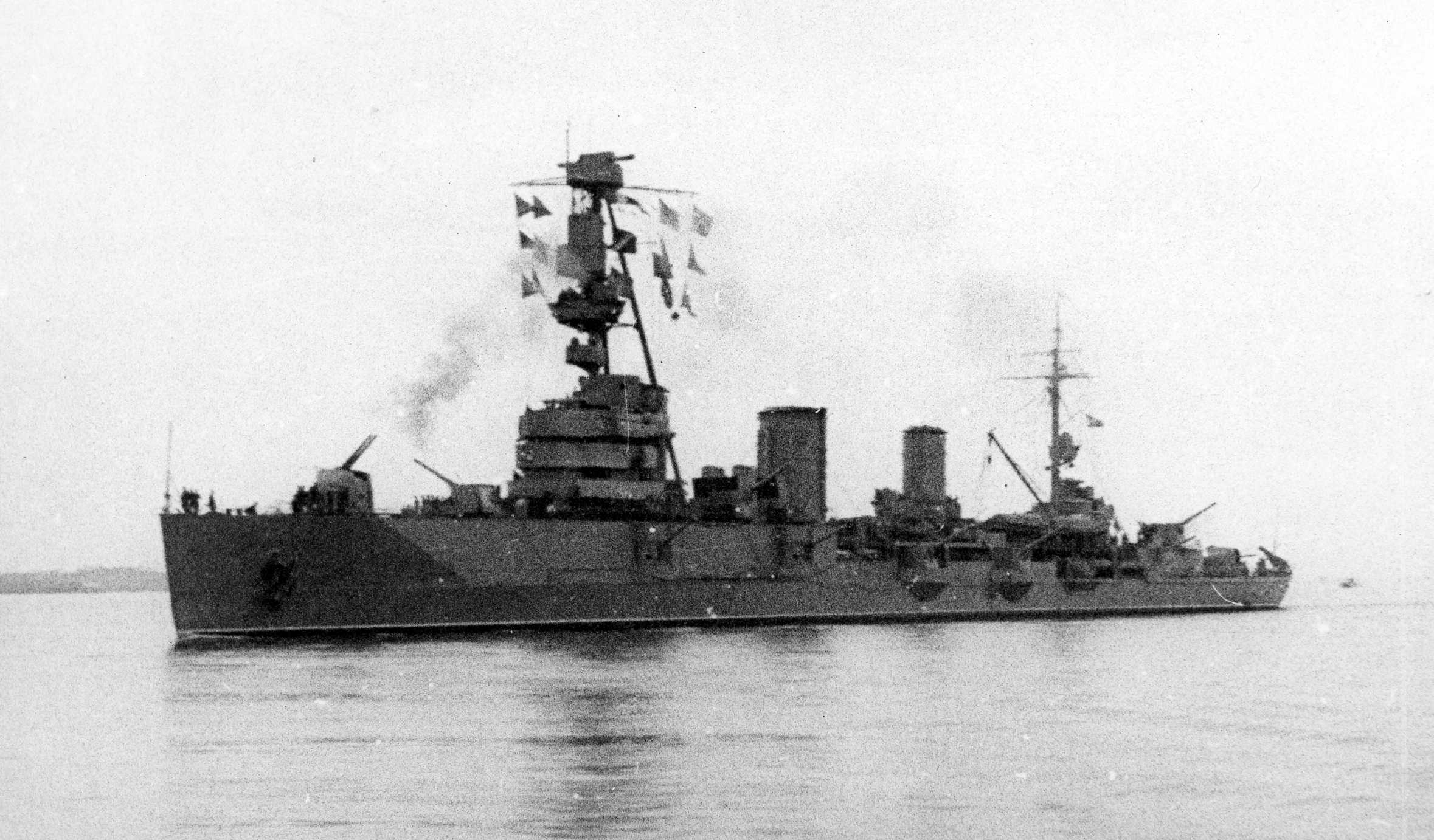
5 ноября 1944 года «Красный Крым» производит артиллерийский салют при входе на рейд Севастополя.

С 26.11. по 1.12.1942 крейсер «Красный Крым» совместно с транспортами «Дмитров» и «Красная Кубань» перевозил 9-ю горнострелковую дивизию из Батума в Туапсе.
За период обороны Кавказа с июля по декабрь 1942 года корабли эскадры, в которую входил «Красный Крым» перевезли 47848 бойцов и командиров Советской Армии с вооружением и около 1 тысячи тонн военных грузов.
3—4 февраля 1943 года гвардейский крейсер «Красный Крым» действовал в группе кораблей огневого прикрытия морского десанта в оперативном районе Станичка-Южная Озерейка, расстреляв в ходе высадки десанта по противнику около 800 снарядов. Это была последняя боевая операция крейсера.
В октябре 1943 года крейсер был поставлен в ремонт в Батуми, продолжавшийся до конца лета 1944 года.

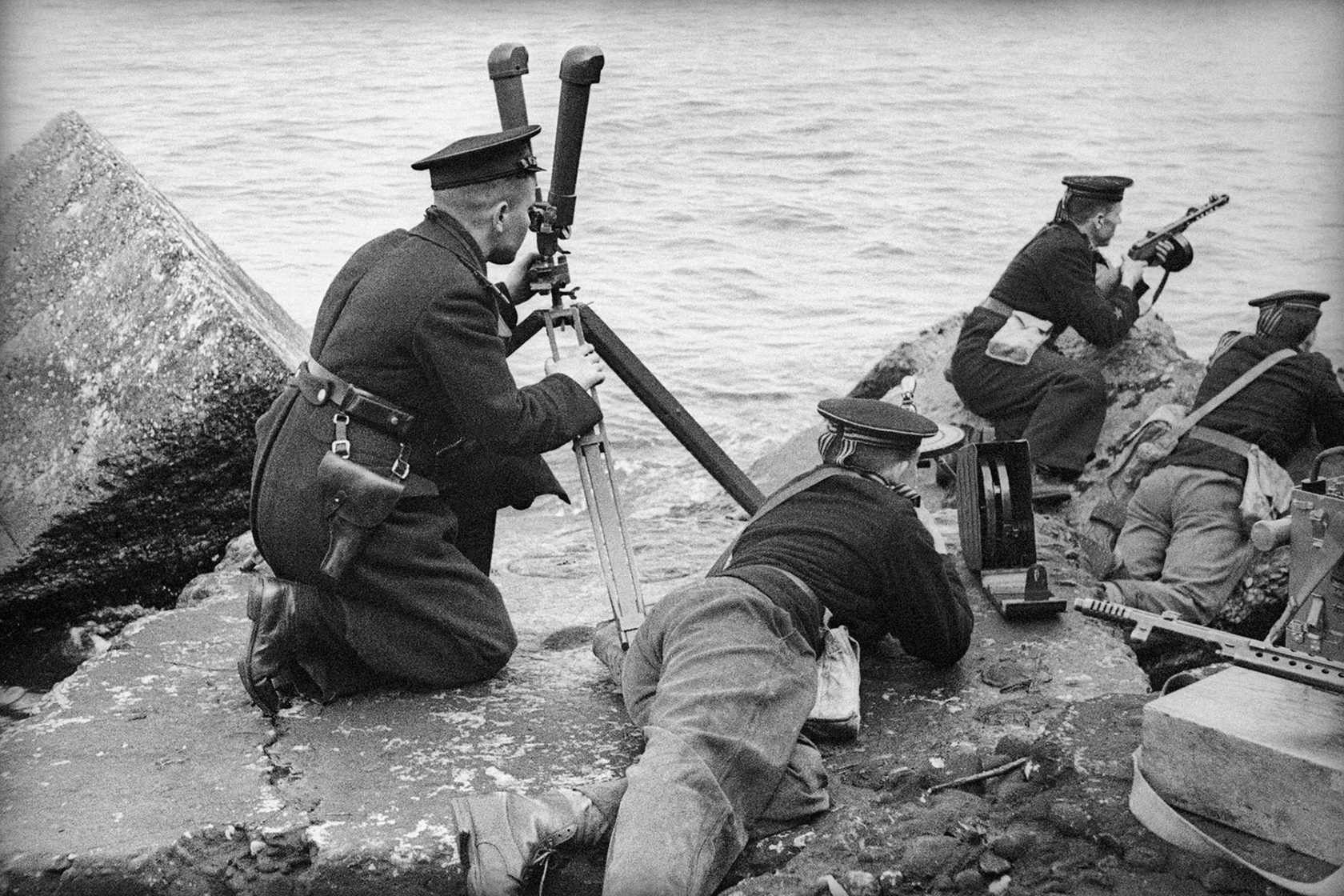
Корректировочная группа гвардии старшего лейтенанта Н.А. Евстигнеева с крейсера «Красный Крым» на практических занятия, Севастополь 1944, фото Е. Халдея

5 ноября 1944 года гвардейскому крейсеру «Красный Крым» была оказана высокая честь возглавлять эскадру боевых кораблей Черноморского флота, возвращавшихся в Севастополь. На входе в Северную бухту, артиллерия крейсера произвела первый салютный выстрел. На мачтах кораблей соединения был поднят флажный сигнал: «Привет от победителей непобеждённому Севастополю».
Всего за годы войны гвардейский крейсер «Красный Крым» выполнил 58 боевых заданий. Экипажем крейсера были проведены 52 артиллерийские стрельбы по позициям немецких войск, при этом вероятно было уничтожено 4 батареи, 3 склада с боеприпасами и до полка пехоты. Корабль перевез более 20 тысяч человек личного состава, раненых и эвакуируемых граждан Севастополя. При проведении десантных операций было высажено на берег около 10 тысяч человек в составе десантов. Зенитная артиллерия крейсера отразила свыше двухсот атак самолётов противника.

### В послевоенные годы
31 мая 1949 года гвардейский крейсер «Красный Крым» был передан в отряд учебных кораблей Черноморского флота, а 8 апреля 1953 года выведен из боевого состава флота и переквалифицирован в учебный крейсер. С 7 мая 1957 года — опытовое судно и переименован в «ОС-20», 18 марта 1958 года превращен в плавказарму «ПКЗ-144».
7 июля 1959 года корабль был исключен из списков судов Военно-Морского флота и сдан в ОФИ для разборки на металл. По некоторым данным, корабль был потоплен в конце 50-х годов при испытаниях новых видов вооружения.

## Командиры крейсера
- 1916—191? — Салтанов А. В
- 1921—1923 — Антонов Л. В.
- 1928—1932 — Кузнецов А. А.
- 1932—1934 — Юмашев И. С.
- 1934—1935 — Москаленко М. З.
- 1935—1937 — Марков Ф. С.
- 1938—04.1944 — гвардии капитан 1 ранга Зубков А. И.
- 04.1944—10.1945 — гвардии капитан 1 ранга Мельников П. А.
- 02.1947 — 11.1948 — капитан 1 ранга Жиров Ф. В.

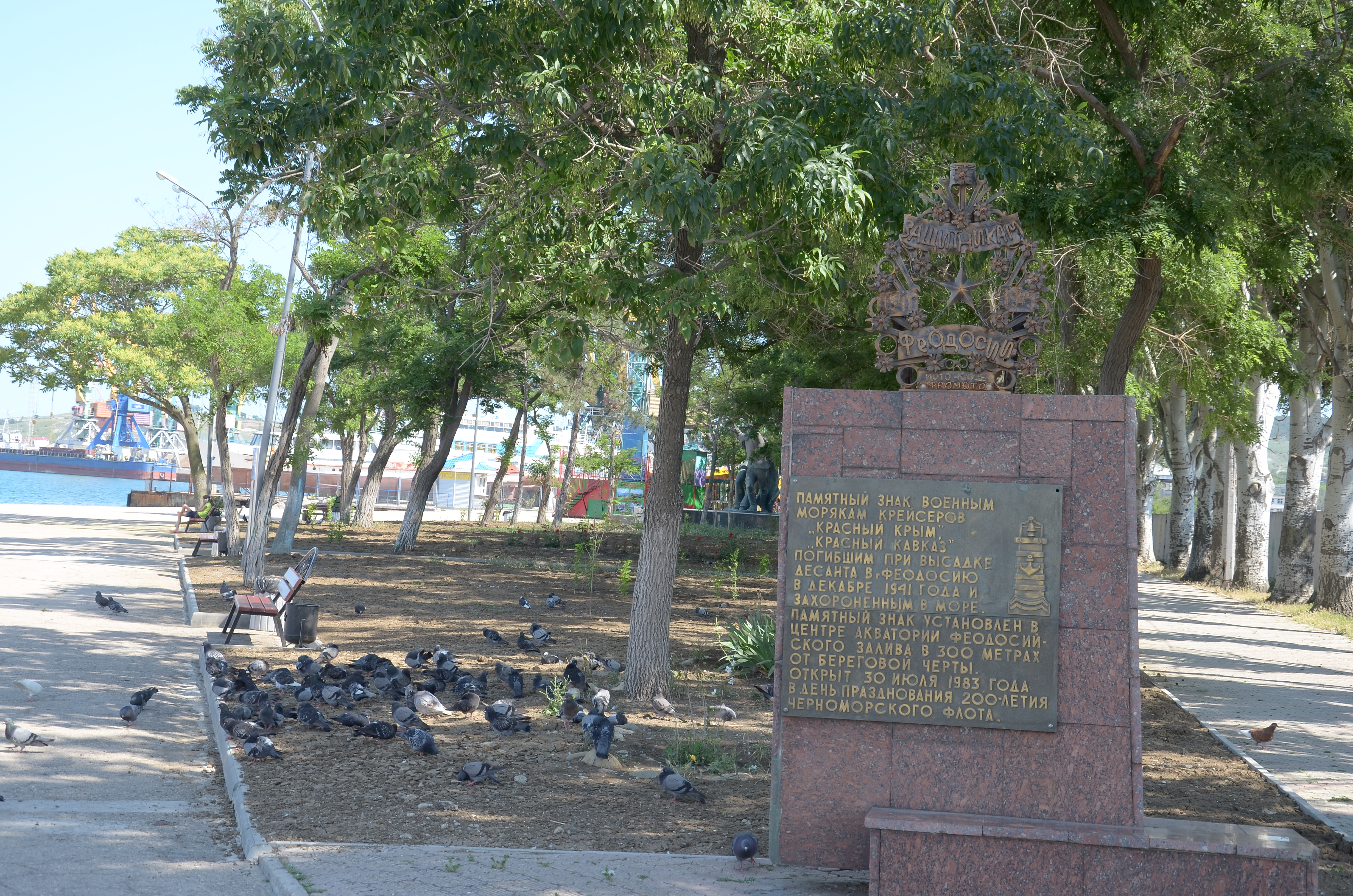
Памятный знак погибшим во время десанта в Феодосийском порту морякам крейсера

## Память о крейсере «Красный Крым»

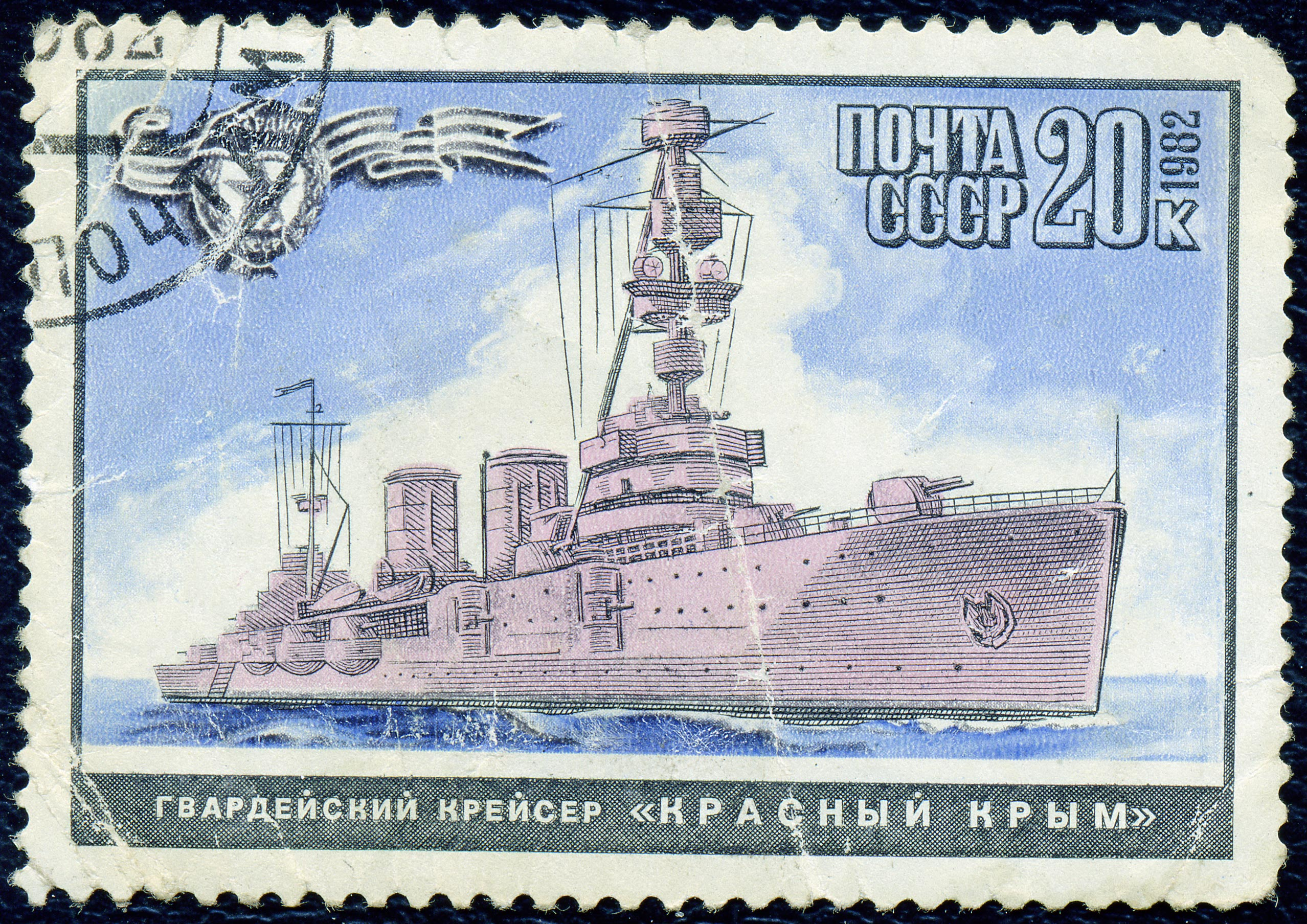
Красный Крым на почтовой марке 1982 года

- 30 июля 1983 года в день празднования двухсотлетия Черноморского флота в центре акватории Феодосийского залива был установлен памятный знак, посвящённый морякам гвардейских крейсеров «Красный Крым» и «Красный Кавказ», погибшим при высадке десанта в Феодосии и захороненным в море. Памятный знак выполнен в виде бакена с табличкой, на которой изложена информация о данном событии.
- Наименование «Красный Крым» было присвоено БПК проекта 61, входившему в состав Черноморского флота с 1970 по 1993 год[50][51].

## Известные люди служившие на корабле
- Бухаловский, Игорь Николаевич (22 сентября 1922, Петропавловск, Казахская ССР — 23 июля 2006, Санкт-Петербург) — советский военный врач, полковник медицинской службы, доктор медицинских наук (1964), профессор (1968)[1]. Главный терапевт Ленинграда (1976—1990). В  1945—1949 служил на крейсере «Красный Крым».
- Курёхин, Иван Тимофеевич - В 1927-1930 гг. служил на корабле ревизором, а затем помощником командира по административно-хозяйственной части корабля. Впоследствии, советский военный финансист, генерал-майор интендантской службы (1942).

## Использованная литература и источники
1. ↑  ЦГАВМФ. Ф. 401. Оп. 1. Д. 69. Л. 228, 233, 254—255, 267.
2. ↑  ЦГАВМФ. Ф. 401. Оп. 1. Д. 69. Л. 278, 303, 305.
3. ↑  ЦГАВМФ. Ф. 401. Оп. 1. Д. 219. Л. 41-42, 48-55.
4. ↑  И. Ф. Цветков Гвардейский крейсер «Красный Кавказ».— Л-д, Судостроение, 1989.— 264 с. ил. ISBN 5-7355-0121-6 Указ. соч. — С.130-131.
5. 1 2  ЦГАВМФ. Ф. 401. Оп. 1. Д. 531. Л. 55.
6. ↑  ЦГАВМФ. Ф. 401. Оп. 1. Д. 1007. Л. 69-71.
7. ↑  И. Ф. Цветков Гвардейский крейсер «Красный Кавказ».— Л-д, Судостроение, 1989.— 264 с. ил. ISBN 5-7355-0121-6 Указ. соч. — С.134.
8. ↑  Адмиралтейские верфи. Корабли и годы.1704—1925 — С-Пб, Гангут, 1994.— 200 с. ил. ISBN 5-85875-023-0 Указ. соч. — С.192.
9. ↑  И. Ф. Цветков Гвардейский крейсер «Красный Кавказ».— Л-д, Судостроение, 1989.— 264 с. ил. ISBN 5-7355-0121-6 Указ. соч. — С.160.
10. ↑  И. Ф. Цветков Гвардейский крейсер «Красный Кавказ».— Л-д, Судостроение, 1989.— 264 с. ил. ISBN 5-7355-0121-6 Указ. соч. — С.161.
11. ↑  И. Ф. Цветков Гвардейский крейсер «Красный Кавказ».— Л-д, Судостроение, 1989.— 264 с. ил. ISBN 5-7355-0121-6 Указ. соч. — С.125.
12. 1 2  И. Ф. Цветков Гвардейский крейсер «Красный Кавказ».— Л-д, Судостроение, 1989.— 264 с. ил. ISBN 5-7355-0121-6 Указ. соч. — С.92-93.
13. ↑  И. Ф. Цветков Гвардейский крейсер «Красный Кавказ».— Л-д, Судостроение, 1989.— 264 с. ил. ISBN 5-7355-0121-6 Указ. соч. — С.126-127.
14. ↑  И. Ф. Цветков Гвардейский крейсер «Красный Кавказ».— Л-д, Судостроение, 1989.— 264 с. ил. ISBN 5-7355-0121-6 Указ. соч. — С.127.
15. ↑  И. Ф. Цветков Гвардейский крейсер «Красный Кавказ».— Л-д, Судостроение, 1989.— 264 с. ил. ISBN 5-7355-0121-6 Указ. соч. — С.128.
16. 1 2 3 4 5 6 7 8 9 10 11 12 13  С. А. Балакин «Профинтерн» и «Червона Украина»: конструктивные особенности и внешние различия. «Морская компания» № 5/2008 г. — М, Коллекция, 2008.— 64 с. ил. Указ. соч. — С.43-44.
17. 1 2 3 4  www.navweaps.com. Дата обращения: 19 января 2010. Архивировано 13 января 2010 года.
18. 1 2 3 4 5 6  С. А. Балакин «Профинтерн» и «Червона Украина»: конструктивные особенности и внешние различия. «Морская компания» № 5/2008 г. — М, Коллекция, 2008.— 64 с. ил. Указ. соч. — С.28-42.
19. 1 2  С. А. Балакин «Профинтерн» и «Червона Украина»: конструктивные особенности и внешние различия. «Морская компания» № 5/2008 г. — М, Коллекция, 2008.— 64 с. ил. Указ. соч. — С.37.
20. ↑  [militera.lib.ru/research/gorlov1/04.html С. А. Горлов Совершенно секретно: Альянс Москва — Берлин, 1920—1933 гг. (Военно-политические отношения СССР — Германия). — М., ОЛМА-ПРЕСС, 2001.— 352 с. (досье).]
21. 1 2 3 4  Черноморский флот. Крейсер «Красный Крым». Дата обращения: 19 января 2010. Архивировано 1 марта 2009 года.
22. 1 2 3 4 5 6 7  'Министерство обороны СССР Корабли и вспомогательные суда Советского военно-морского флота (1917—1927 гг.).— М., Воениздат МО СССР, 1981.— 589 с. Указ. соч. — С.17
23. ↑  Близниченко С. С. Пополнение корабельного состава Черноморского флота в 1930 году. // Морской сборник. — 2020. — № 10. — С. 84—93.
24. ↑  Скворцов А. В. Столкновение крейсеров «Красный Кавказ» и «Профинтерн». // Гангут. — 2015. — № 86. — С. 123—133.
25. ↑  РГА ВМФ Справочник по фондам. Корабли и суда (1917—1940) — К. Дата обращения: 19 января 2010. Архивировано 11 апреля 2012 года.
26. ↑  Цветков И. Ф. Гвардейский крейсер «Красный Кавказ». — Л.: Судостроение, 1989. — С. 188. — ISBN 5-7355-0121-6.
27. ↑  Министерство обороны СССР. Боевая летопись военно-морского флота (1941—1942). — М.: Воениздат МО СССР, 1983. — С. 229.
28. ↑  Горшков С. Г. Во флотском строю. // Морской сборник. № 3, 1987. — С. 53—54.
29. ↑  Министерство обороны СССР. Боевая летопись военно-морского флота (1941—1942). — М.: Воениздат МО СССР, 1983. — С. 232.
30. ↑  Министерство обороны СССР. Боевая летопись военно-морского флота (1941—1942). — М.: Воениздат МО СССР, 1983. — С. 233.
31. ↑  Министерство обороны СССР. Боевая летопись военно-морского флота (1941—1942). — М.: Воениздат МО СССР, 1983. — С. 235.
32. ↑  Колонтаев Константин. Глава 2. Формирование частей морской пехоты на Черноморском флоте после начала Великой Отечественной войны и до начала второй обороны Севастополя (период с июля по октябрь 1941 года) // Крым. Битва спецназов. — Алгоритм, 2015. — 240 с. — ISBN 978-5-906798-29-9.
33. ↑  Цветков И. Ф. Гвардейский крейсер «Красный Кавказ». — Л.: Судостроение, 1989. — С. 209—210. — ISBN 5-7355-0121-6.
34. ↑  Министерство обороны СССР. Боевая летопись военно-морского флота (1941—1942). — М.: Воениздат МО СССР, 1983. — С. 256.
35. 1 2 3 4  ВМФ СССР Вторая мировая война 1939—1945 гг. Крейсер «Красный Крым». Дата обращения: 19 января 2010. Архивировано из оригинала 28 июня 2009 года.
36. ↑  Цветков И. Ф. Гвардейский крейсер «Красный Кавказ». — Л.: Судостроение, 1989. — С. 226. — ISBN 5-7355-0121-6.
37. ↑  Министерство обороны СССР. Боевая летопись военно-морского флота (1941—1942). — М.: Воениздат МО СССР, 1983. — С. 264.
38. ↑  Морозов М., Платонов А., Гончаров В. Десанты Великой Отечественной войны. — М.: Яуза, Эксмо, 2008. — 512 с. — (Военно-исторический сборник). — ISBN 978-5-699-26702-6. — С.143.
39. ↑  Министерство обороны СССР. Боевая летопись военно-морского флота (1941—1942). — М.: Воениздат МО СССР, 1983. — С. 276—277.
40. ↑  Чернышев А. Сражение со стихией. // Морской сборник. — 2010. — № 4. —— С. 66—76.
41. 1 2  Министерство обороны СССР. Боевая летопись военно-морского флота (1941—1942). — М.: Воениздат МО СССР, 1983. — С. 291.
42. ↑  Цветков И. Ф. Гвардейский крейсер «Красный Кавказ». — Л.: Судостроение, 1989. — С. 240—241. — ISBN 5-7355-0121-6.
43. 1 2 3  [militera.lib.ru/h/chernomorskiy_flot/14.html Краснознамённый Черноморский флот] — М.: Воениздат МО СССР, 1987.
44. ↑  Выписка из журнала боевых действий 9 гсд
45. ↑  Чернышев А. «Светлана» — «Профинтерн» — «Красный Крым». // Морской сборник. — 2005. — № 12. — С.75—82.
46. ↑  Балакин С. А. «Профинтерн» и «Червона Украина»: конструктивные особенности и внешние различия. «Морская компания» № 5/2008 г. — М.: Коллекция, 2008. — С. 34.
47. ↑  Цветков И. Ф. Гвардейский крейсер «Красный Кавказ».— Л.: Судостроение, 1989. — С. 246. — ISBN 5-7355-0121-6.
48. ↑  Чернышев А. «Светлана» — «Профинтерн» — «Красный Крым». // Морской сборник. — 2005. — № 12. — С.75—82.
с 18 июня 1942 года Гвардейский крейсер «Красный Крым»
49. ↑  И. Ф. Цветков Гвардейский крейсер «Красный Кавказ».— Л-д, Судостроение, 1989.— 264 с. ил. ISBN 5-7355-0121-6 Указ. соч. — С.247.
50. ↑  В. И. Никольский Большие противолодочные корабли пр. 61.— СПб., Судостроение (журнал) № 8—9/1995 гг.
51. ↑  БПК проект 61 (типа «Комсомолец Украины»). Дата обращения: 24 января 2010. Архивировано из оригинала 16 марта 2009 года.